# Diocesi di Hólar

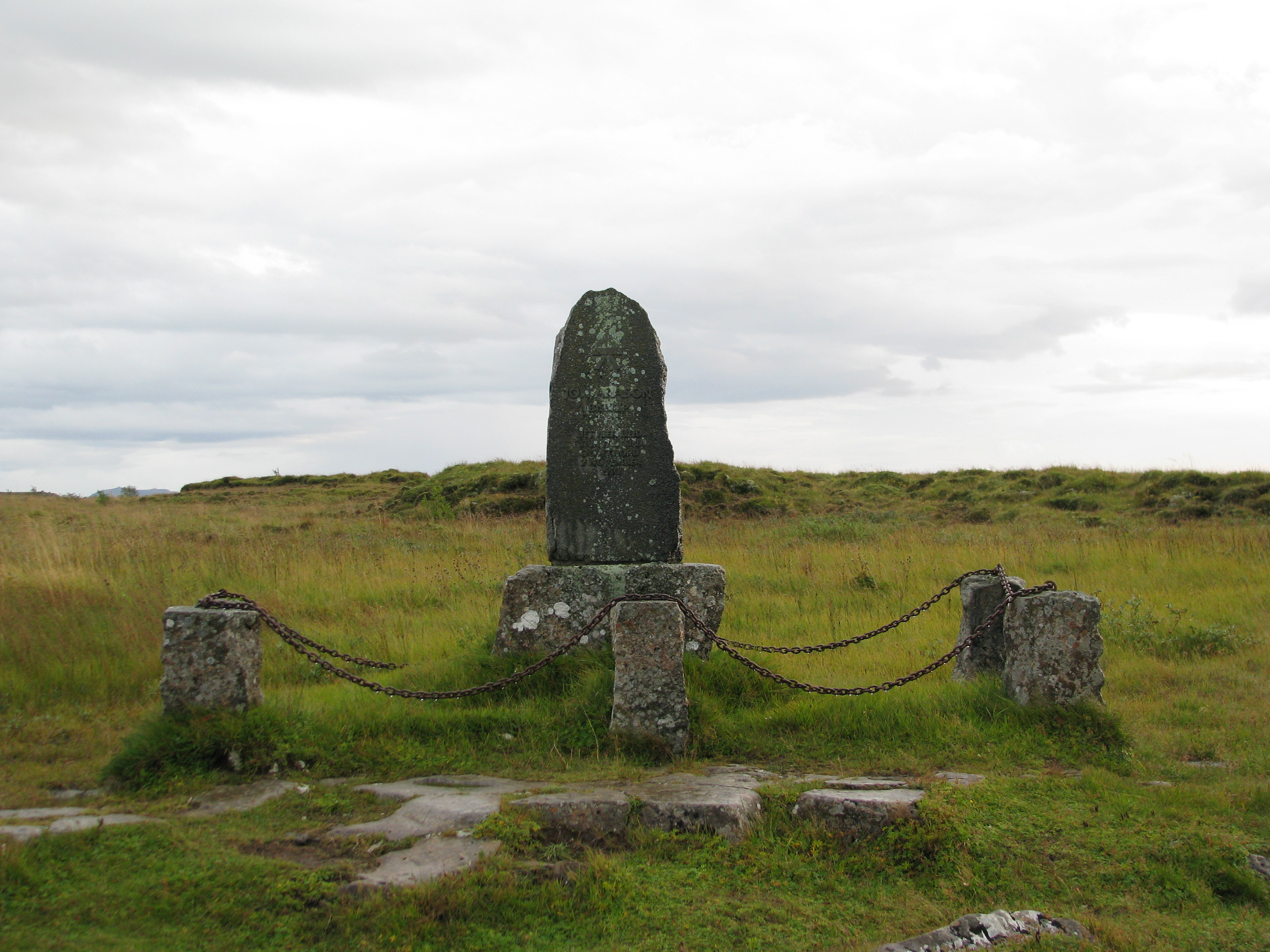
Il memoriale dedicato all'ultimo vescovo cattolico di Hólar, Jón Arason, edificato sul luogo della sua decapitazione.

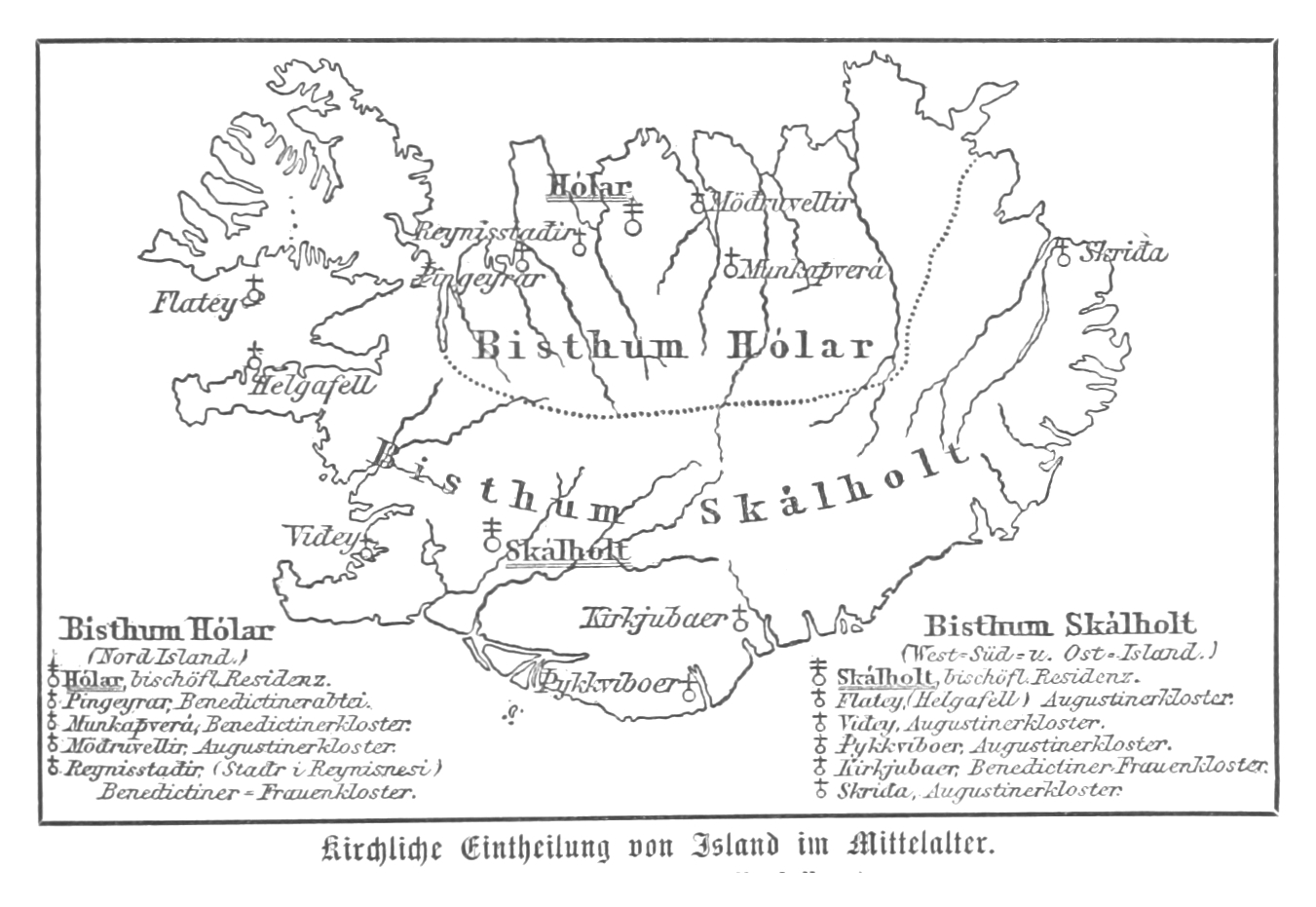
Mappa delle diocesi medievali islandesi.

La diocesi di Hólar (in latino Dioecesis Holensis) è una sede soppressa e sede titolare della Chiesa cattolica.

## Territorio
La diocesi comprendeva la parte settentrionale dell'Islanda.
Sede vescovile era il villaggio di Hólar, oggi nel comune di Skagafjörður.

## Storia
Mezzo secolo dopo l'erezione della prima diocesi islandese fu eretta sull'isola nel 1106 una seconda diocesi, Hólar, ricavandone il territorio dalla diocesi di Skálholt. Primo vescovo fu Jón Ögmundsson, formatosi alla scuola istituita da Ísleifur Gissurarson a Skálholt e che aveva ultimato i suoi studi in Germania e in Francia. Fondò una scuola a Hólar, incoraggiò la fondazione di monasteri benedettini e di canonici regolari e prese diversi iniziative per estendere l'influenza del cristianesimo sulla cultura e sulle tradizioni locali; fece per esempio cambiare i nomi dei giorni della settimana, che fino a quel momento erano designati in riferimento a divinità pagane germaniche. Fu venerato come santo mentre ancora era vivo.
Originariamente la diocesi faceva parte della metropolia di Lund in Svezia. Nel 1152 entrò a far parte della provincia ecclesiastica di Nidaros in Norvegia. I vescovi di Hólar, eletti dal clero e dal popolo, dovevano recarsi in queste lontane terre per ricevere la consacrazione episcopale dal loro metropolita.
Agli inizi del XIII secolo si distinse un altro vescovo, Guðmundur Arason (1203-1237), rappresentante del movimento ascetico contemporaneo, che sostenne un'aspra controversia con i signori locali per salvare le proprietà della Chiesa. Divenuto cieco, presentò le sue dimissioni a papa Gregorio IX, che gliele concesse l'11 maggio 1237, ma a questa data era già morto da due mesi.
Dal 1391 la sede fu occupata per più di cinquant'anni da vescovi provenienti da ordini religiosi; anche Jón Vilhjálmsson fu probabilmente un domenicano, perché nel 1426 ricevette la consacrazione episcopale a Roma, nella basilica di Santa Maria sopra Minerva.
Agli inizi del XV secolo l'Islanda fu colpita dalla peste, che colpì in modo particolare il clero locale. Fu questa una delle cause del rilassamento spirituale e disciplinare della Chiesa islandese. Il celibato del clero era praticamente sparito e anche i vescovi alla fine del Medioevo erano apertamente concubini. Un sinodo diocesano fu celebrato a Hólar nel 1451 ma non ottenne risultati sul fronte della riforma dei costumi.
L'ultimo vescovo cattolico di Hólar, Jón Arason, volle impiantare la prima tipografia in Islanda, di cui si servì verso il 1530 per la stampa del Breviarium Holense. Fu imprigionato e giustiziato per decapitazione il 7 novembre 1550, per essersi rifiutato di applicare la legge con la quale Cristiano III di Danimarca imponeva in tutti i suoi domini il luteranesimo; con lui furono decapitati lo stesso giorno anche i suoi due figli.
Dal 1929 Hólar è annoverata tra le sedi vescovili titolari della Chiesa cattolica, i primi due vescovi titolari furono anche vicari apostolici d'Islanda tra 1929 e 1968 (quando fu eretta la diocesi di Reykjavík); dal 24 settembre 2022 il vescovo titolare è Dariusz Zalewski, vescovo ausiliare di Ełk.

## Cronotassi

### Vescovi
- Sant'Jón Ögmundsson † (29 aprile 1106 - 23 aprile 1121 deceduto)
- Ketill Þorsteinsson † (12 febbraio 1122 - 7 luglio 1145 deceduto)
- Björn Gilsson † (4 maggio 1147 - 20 ottobre 1162 deceduto)
- Brandur Sæmundsson † (8 settembre 1163 - 6 agosto 1201 deceduto)
- Guðmundur Góði Arason † (22 febbraio 1203 - 16 marzo 1237 deceduto)
- Bótólfur † (1238 - 1246 deceduto)
- Heinrekur Kársson † (1247 - 1260 deceduto)
- Brandur Jónsson † (4 marzo 1263 - 26 maggio 1264 deceduto)
- Jörundur Þorsteinsson † (giugno 1267 - 1º febbraio 1313 deceduto)
- Auðunn Rauði † (28 novembre 1313 - 27 gennaio 1321 deceduto)
- Lárentíus Kálfsson, O.S.B. † (24 giugno 1323 - 16 aprile 1331 deceduto)
- Egill Eyjólfsson † (1331 - 12 agosto 1341 deceduto)
- Ormur Ásláksson † (1343 - 1º novembre 1356 deceduto)
- Jón Skalli Eiríksson † (1358 - 10 agosto 1391 deceduto)
- Pétur Nikulásson, O.P. † (23 gennaio 1391 succeduto - ? deceduto)
- Jón Henriksson, O.P. † (23 dicembre 1411 - ? deceduto)
- Truto, O.F.M. † (25 maggio 1425 - 1425/1426 deceduto)
- Jón Vilhjálmsson † (23 marzo 1426 - 5 gennaio 1435 nominato vescovo di Skálholt)
- Jón Bloxwich, O.Carm. † (5 gennaio 1435 - ? dimesso)
- Róbert Wodbor, O.E.S.A. † (14 luglio 1441 - ?)
- Gottskálk Keneksson † (1444 - prima dell'8 settembre 1457 deceduto)
- Ólafur Rögnvaldsson † (1459 - 15 luglio 1495 deceduto)
- Gottskálk Nikulásson † (maggio 1497 - 8 dicembre 1520 deceduto)
- Jón Arason † (22 dicembre 1520 - 7 novembre 1550 deceduto)

### Vescovi titolari
- Martin Meulenberg, S.M.M. † (28 giugno 1929 - 3 agosto 1941 deceduto)
- Johánnes Gunnarsson, S.M.M. (23 febbraio 1942 - 17 giugno 1972 deceduto)
- Gerhard Schwenzer, SS.CC. (29 agosto 1975 - 28 marzo 1979 nominato prelato di Trondheim)
- James Anthony Griffin (30 giugno 1979 - 8 febbraio 1983 nominato vescovo di Columbus)
- Lawrence Joyce Kenney † (25 marzo 1983 - 30 agosto 1990 deceduto)
- Francisco Javier Errázuriz Ossa, Istituto dei Padri di Schönstatt (22 dicembre 1990 - 24 settembre 1996 nominato arcivescovo, titolo personale, di Valparaíso)
- Mathew Moolakkattu, O.S.B. (6 novembre 1998 - 29 agosto 2003 nominato arcieparca di Kottayam)
- Stanisław Kazimierz Nagy, S.C.I. † (7 ottobre 2003 - 21 ottobre 2003 creato cardinale diacono di Santa Maria della Scala)
- Stanisław Budzik (24 febbraio 2004 - 26 settembre 2011 nominato arcivescovo di Lublino)
- Marek Solarczyk (8 ottobre 2011 - 4 gennaio 2021 nominato vescovo di Radom)
- Dariusz Zalewski, dal 24 settembre 2022